# 全日本航空事業連合会
一般社団法人全日本航空事業連合会（ぜんにっぽんこうくうじぎょうれんごうかい）は、航空事業に関する諸般の調査研究事業、統計の作成並びに資料及び情報の蒐集事業などを実施している法人。元国土交通省所管。航空事業に関する諸般の調査及び研究を行い、日本航空事業の健全な発展を促進することを目的に掲げており、航空関係の各種企業が加盟している。

## 概要
- 所在地: 東京都港区芝3-1-15 芝ボートビル8F

## 会員会社
最新情報は公式サイトの「会員会社」を参照のこと。（2025年5月更新）
大型機の部
日本航空
全日本空輸
日本トランスオーシャン航空
日本貨物航空
日本エアコミューター
AIR DO
エアージャパン
ソラシドエア
ANAウイングス
スターフライヤー
ANAホールディングス
ジェイエア
スカイマーク
フジドリームエアラインズ
ジェットスター・ジャパン
スプリング・ジャパン
Peach Aviation
アイベックスエアラインズ
ZIPAIR Tokyo
飛行機・ヘリコプターの部
中日本航空
朝日航洋
四国航空
東邦航空
本田航空
北海道航空
大阪航空
九州航空
第一航空
天草エアライン
アルファーアビエイション
エス・ジー・シー佐賀航空
ノエビアアビエーション
ヒラタ学園
(株)Japan Biz Aviation
ヘリコプターの部
西日本空輸(株)
新日本ヘリコプター(株)
セントラルヘリコプターサービス(株)
オールニッポンヘリコプター(株)
日本フライトセーフティ(株)
東北エアサービス(株)
エクセル航空(株)
(株)ジャネット
アカギヘリコプター(株)
(株)セコ・インターナショナル
雄飛航空(株)
匠航空(株)
つくば航空(株)
日本ヘリシス(株)
(有)ジャパンフライトサービス
(株)ヘリサービス
鹿児島国際航空(株)
静岡エアコミュータ(株)
(株)レジャークリエイトホールディングス
飛行機の部
東京航空(株)
アジア航測(株)
東北測量(株)
水産航空(株)
オリエンタルエアブリッジ(株)
スカイネットアカデミー(株)
愛媛航空(株)
朝日航空(株)
国土航空(株)
共立航空撮影(株)
新中央航空(株)
オンリーユーエア(株)
琉球エアーコミューター(株)
ダイヤモンドエアサービス(株)
岡山航空(株)
(株)北海道エアシステム
新日本航空(株)
学校法人君が淵学園崇城大学
フジビジネスジェット(株)
(株)Japan General Aviation Service
学校法人 日本航空学園
トキエア(株)
パイオニアエース航空(株)

### 過去の会員会社
ヘリコプターの部
ファーストエアートランスポート(株)
アイラス(株)
(株)ローゼン航空
飛行機の部
(株)日本飛行船
昭和航空(株)
川崎航空(株)
エアフライトジャパン(株)
アイベックスアビエイション(株)